# 카를로 로벨리

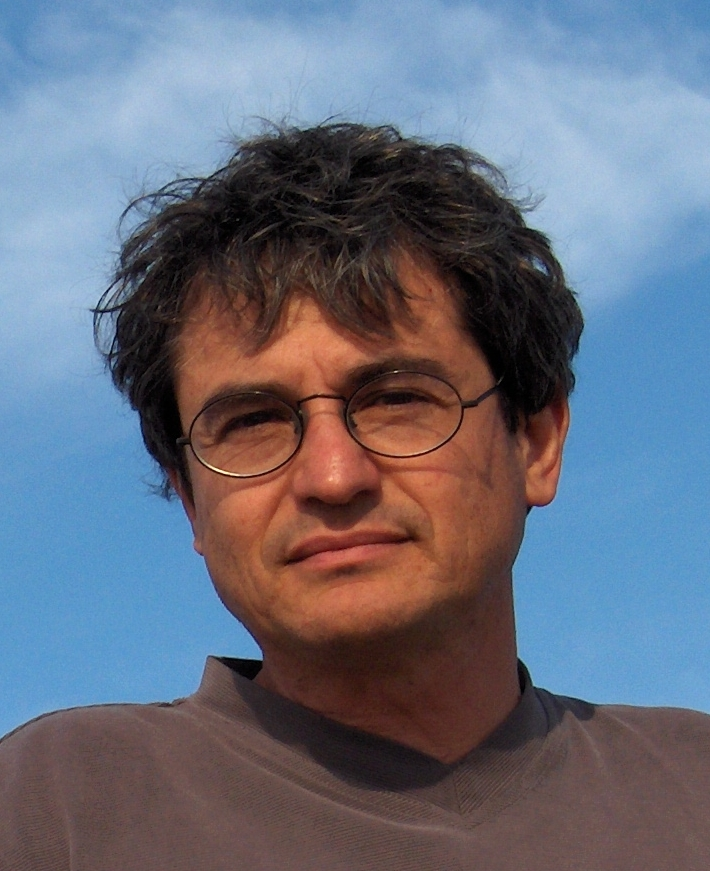

카를로 로벨리(Carlo Rovelli)는 이탈리아, 미국, 그리고 2000년부터 프랑스에서 일하고 있는 이탈리아의 이론 물리학자이자 작가이다. 그는 현재 페리미터 연구소(Perimeter Institute)의 저명한 객원 연구 의장(Distinguished Visiting Research Chair)이기도 하다. 그는 주로 양자 중력 분야에서 연구하고 있으며 루프 양자 중력 이론의 창시자이다. 그는 또한 과학사와 과학철학 분야에서 일했다. 그는 〈코리에레 델라 세라〉, 〈라 레푸블리카〉의 문화 부록을 비롯한 여러 이탈리아 신문과 협력하고 있다.
로벨리는 1956년 5월 3일 이탈리아 베로나에서 태어났다. 1970년대에는 이탈리아 대학에서 학생 정치 운동에 참여했다. 그는 무료 정치 라디오 방송국인 볼로냐의 라디오 앨리스 (Radio Alice)와 베로나의 라디오 앙구아나(Radio Anguana)에 참여하여 방송국을 설립하는 데 도움을 주었다. 정치 활동과 관련하여 기소되었지만 나중에 석방되었다.
로벨리는 이 시점에서 LSD의 사용에 의하여 이론 물리학에 대한 관심이 촉발되었다는 것을 인정하였다.
1981년에 로벨리는 볼로냐 대학교에서 물리학 학사/석사 학위를 취득하고 1986년에 이탈리아 파도바 대학교에서 박사 학위를 취득했다. 로벨리는 당시 이탈리아에서 의무이었던 병역을 거부했으며, 따라서 1987년에 잠시 구금되었다. 로벨리는 1990년부터 2000년까지 피츠버그 대학교의 교수로 재직했는데 그곳에서 그는 '과학사 및 철학과'와 협력하했다. 2000년부터는 프랑스 엑스 마르세유 대학교의 루미니 이론물리학 센터(Centre de Physique Théorique de Luminy)에서 교수로 있다.

## 주요 기여
1988년에 로벨리, 리 스몰린 및 압하이 아쉬테카르는 루프 양자중력이라고 하는 양자 중력 이론을 도입했다. 1995년에 로벨리와 스몰린은 로저 펜로즈의 스핀 네트워크로 표시되는 양자 중력 상태의 기저(basis)를 얻었고 이 기저를 사용하여 이론적으로 면적과 부피가 양자화되는 것이 예측된다는 것을 보여줄 수 있었다. 이 결과는 매우 작은 규모의 이산적인 공간 구조가 존재함을 나타낸다.
1994년에 로벨리는 시스템의 양자 상태가 항상 다른 물리적 시스템에 대해 상대적으로 해석되어야 한다는 아이디어에 기반하여 '양자 역학의 관계적 해석'을 소개하였다.